# لوتر (ترانه)
لوتِر (انگلیسی: Luther) ترانه‌ای از رپر آمریکایی کندریک لمار و خواننده-ترانه‌سرای آمریکایی سیزا است. عنوان این ترانه به اقتباس از لوتر وندرس، خواننده آمریکایی سبک آراندبی و سول نام‌گذاری شد و خود اثر حاوی نمونه‌ای از اجرای وندرس و شرل لین در سال ۱۹۸۲ از آهنگ «اگر این دنیا مال من بود» (که در ابتدا ماروین گی و تامی ترل آن را اجرا کردند) است. «لوتِر» به عنوان سومین تک‌آهنگ از ششمین آلبوم استودیویی لمار به نام جی‌ان‌ایکس در تاریخ ۲۹ نوامبر ۲۰۲۴ از طریق PGLang و اینترسکوپ رکوردز منتشر شد.
«لوتِر» توسط لمار، سیزا، اینک و سم دیو نوشته شده و توسط سان‌ویو، جک آنتونوف، روچاون «اسکات بریج‌وی» آکرز، کاماسی واشینگتن، متیو «ام-تک» برنارد و روشویتا «روزلیلا» باچا تهیه شده است. این ترانه یک بالاد عاشقانه به آراندبی معاصر و هیپ هاپ است که تأثیراتی از موسیقی آراندبی دهه ۱۹۸۰ و موسیقی فری‌استایل دارد. «لوتِر» دارای هارمونی‌های آواز لمار و سیزا است که بر روی درام‌های ۸۰۸، سنج های-هت و تنظیمات ارکستری قرار گرفته‌اند. اشعار آن دربارهٔ تصور آینده‌ای بهتر برای عزیزان فرد است.
منتقدان از «لوتِر» به خاطر هماهنگی آواز بین لمار و سیزا تمجید کردند و بسیاری از نقدها آن را یک ترانه لطیف و احساسی نسبت به دیگر قطعات جی‌ان‌ایکس که خودستایانه هستند، توصیف کردند. این تک‌آهنگ ۱۲ هفته متوالی در رتبه اول چارت بیلبورد هات ۱۰۰ ایالات متحده قرار گرفت، که این طولانی‌ترین حضور در جایگاه نخست برای لمار و سیزا در این چارت است. همچنین در رتبه اول در نیوزیلند، فیلیپین و سنگاپور و در رتبه سوم چارت بیلبورد گلوبال ۲۰۰ قرار گرفت؛ و در بسیاری از کشورها از جمله استرالیا، کانادا، پرتغال و بریتانیا در بین ۱۰ آهنگ برتر قرار داشت. لمار و سیزا در ۹ فوریه ۲۰۲۵ در مراسم نیمه‌نهایی سوپر بول به‌طور زنده «لوتِر» را اجرا کردند.